# Epigonus parini
Epigonus parini és una espècie de peix pertanyent a la família dels epigònids.

## Descripció
- 6 espines i 9 radis tous a l'aleta dorsal
- No té espines a l'opercle.[5][6]

## Hàbitat
És un peix marí, mesobentònic-pelàgic i batidemersal que viu entre 200 i 900 m de fondària sobre el fons marí.

## Distribució geogràfica
Es troba al Pacífic sud-occidental.

## Observacions
És inofensiu per als humans.